# Jan Claesz. Diert
Jan Claesz Diert, ook Jan Claesz Diert van Haerlem, (Londen?, circa 1497 — Gouda, 1574) was bierbrouwer, schepen en burgemeester van de Noord-Nederlandse stad Gouda.

## Biografie
Jan Claesz Diert [van Haerlem] was lid van de familie Diert en in de jaren 1539 tot 1573 een vooraanstaand regent in Gouda. Hij was een zoon van Claes Diert en Jut Jansdr. Hij vervulde gedurende een reeks van jaren ambten als schepen en burgemeester in Gouda. Aan zijn bestuurlijk leven kwam een einde in 1573. Na de overgang van Gouda naar het kamp van de prins van Oranje werd het stadsbestuur in 1573 gezuiverd van de tegenstanders van het nieuwe regiem. Diert werd afgezet als burgemeester en werd tevens uit de vroedschap van Gouda gezet. Diert was gehuwd met Emmetje van Souburgh. Hij overleed in 1574. Hij werd overluid tussen 28 november en 5 december 1574.
Zijn waarschijnlijk door Maarten van Heemskerck omstreeks 1540/1545 geschilderd portret bevindt zich in de collectie van het Museum Catharijneconvent in Utrecht.